# Bolleberg (Waldfeucht)
De Bolleberg is een motteheuvel waarop in de middeleeuwen een mottekasteel heeft gestaan. De heuvel ligt aan de Bolbergstraße in Waldfeucht in de Duitse deelstaat Noordrijn-Westfalen. Op ruim 300 meter naar het westen ligt de grens met Nederland.

## Omschrijving
De motte bestaat uit een heuvel die omringd wordt door een gracht. Aan de zuidzijde van de heuvel ligt de voorburcht die ook omgracht is. Op de heuvel stond een woontoren. Van deze toren zijn bij de opgraving in 1985 geen restanten meer aangetroffen. De voorburcht heeft een oppervlakte van 50 bij 44 meter. Aan de oostzijde van de voorburcht is de omgrachting onderbroken door een aarden wal die diende als toegang tot de voorburcht.

## Geschiedenis
De motte werd in de periode van de 10e tot en met de 12e eeuw gebruikt.
In 1277 werd de motte "Curtis Elte" genoemd. De component "Elte in deze naam verbasterde naar "Tild", dat tot ongeveer 1850 nog in gebruik was in de benaming "Tilder Hof" van een nabijgelegen boerderij.

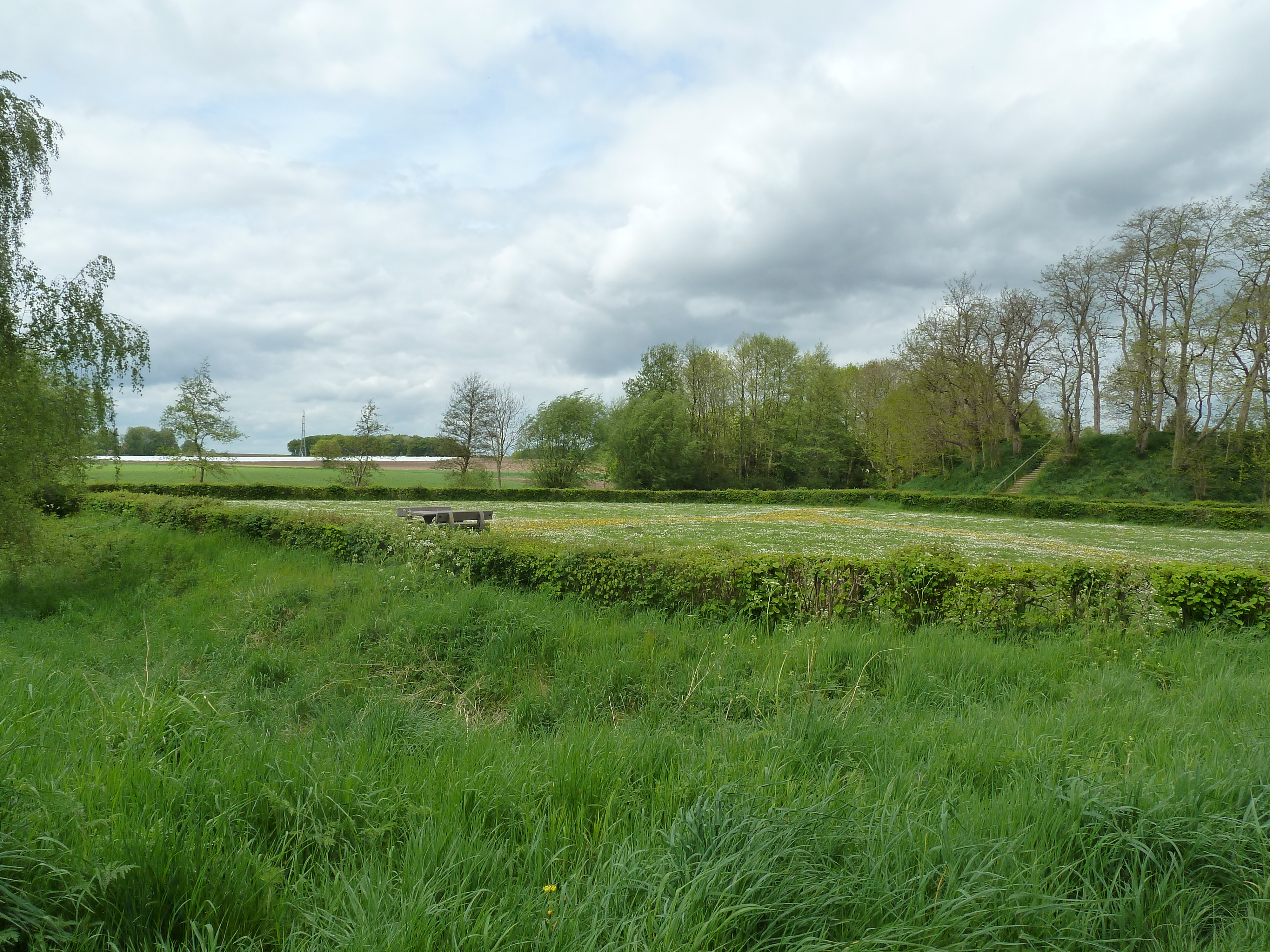
De voorburcht
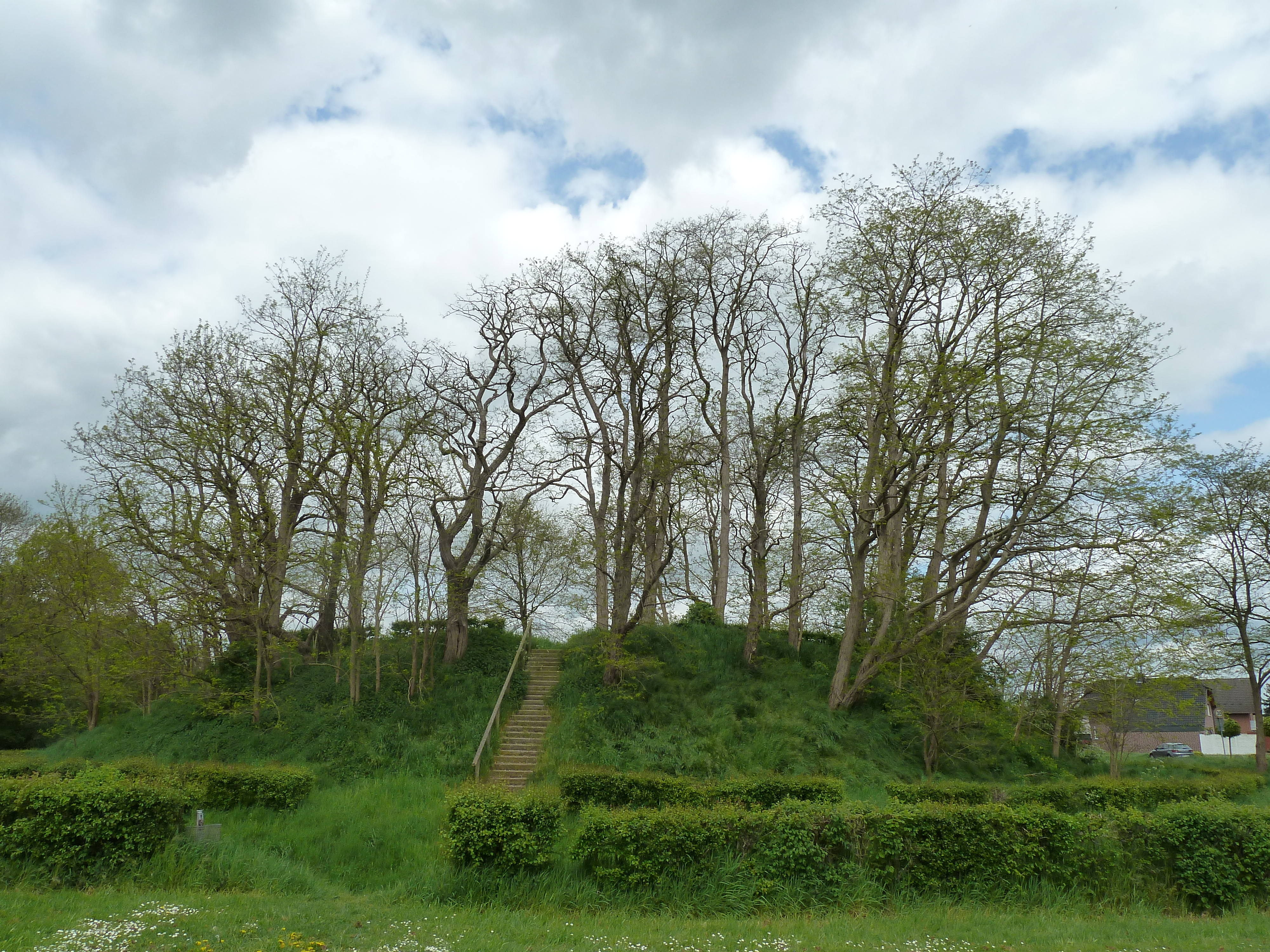
De hoofdburcht
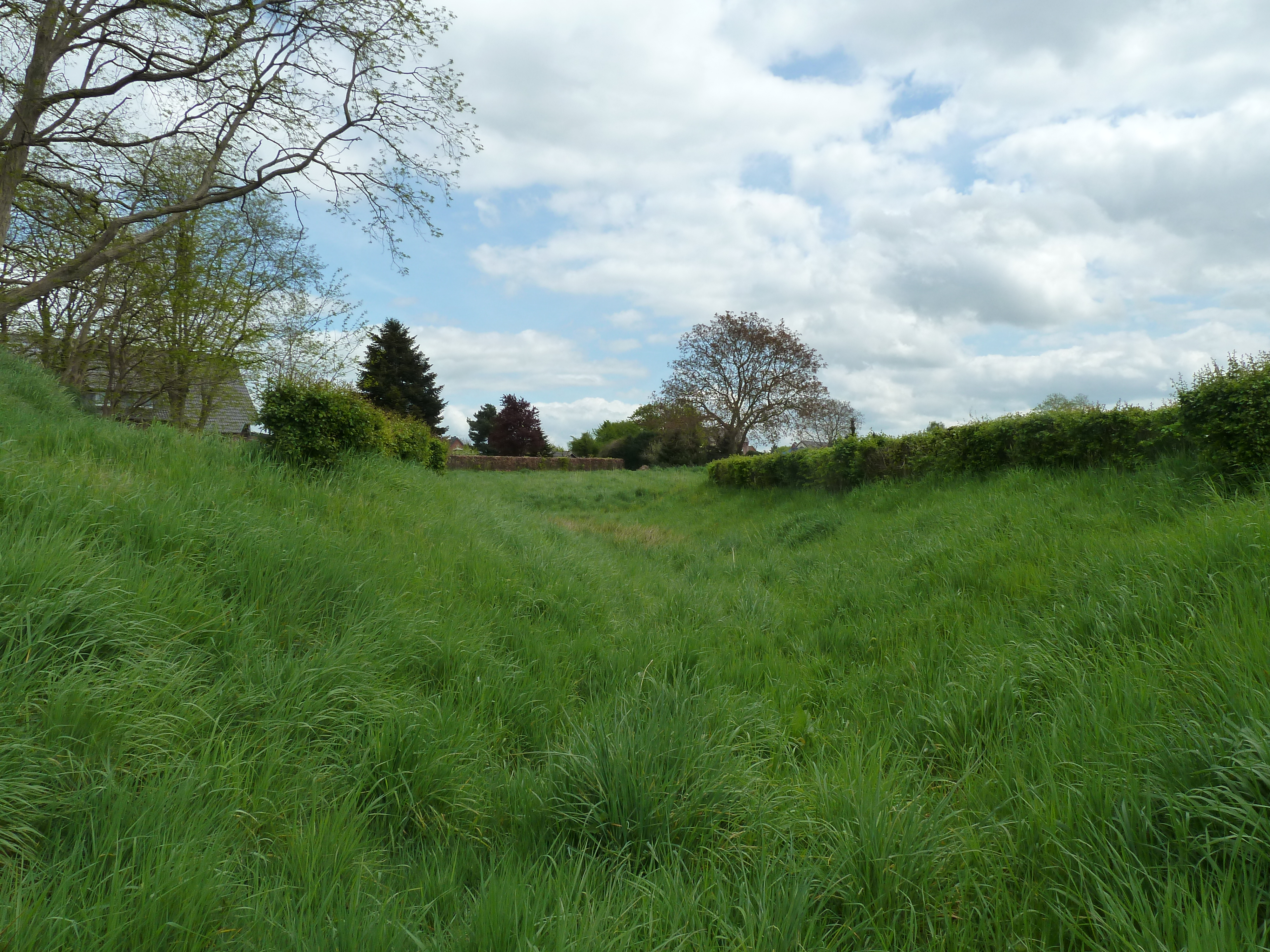
Een gracht
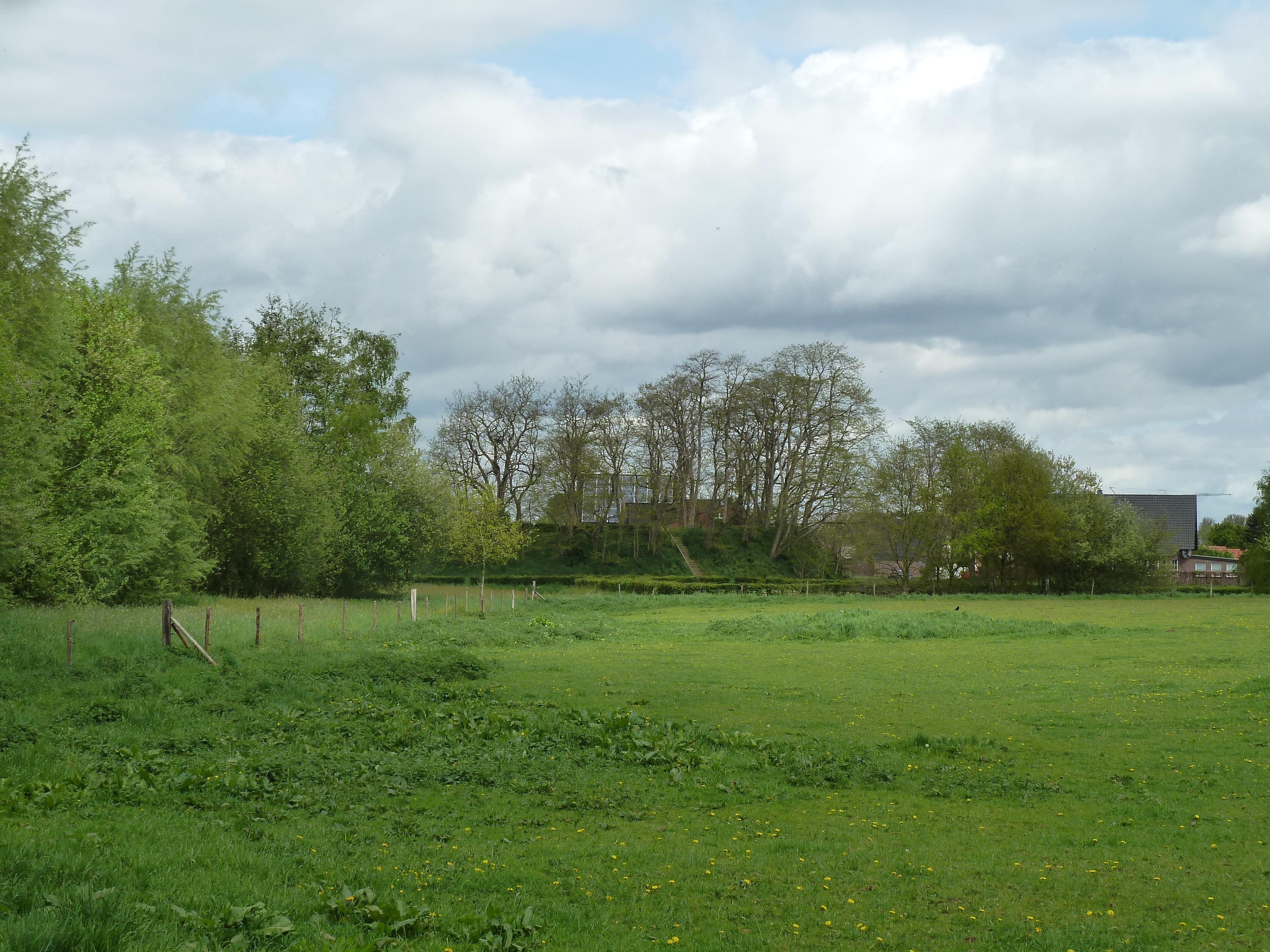
De motte op een afstand